# Hymns from the Heart
Hymns from the Heart — сьомий студійний і другий госпел альбом американського співака Джонні Кеша, представлений 2 квітня 1962 року. Він містить добірку пісень у стилі госпел і є другим альбомом цього типу, випущеним Кешем (першим був Hymns by Johnny Cash). Пізніше Кеш записав ще багато госпел-альбомів, серед яких Sings Precious Memories та Believe in Him. Цей альбом має більш традиційний госпел стиль ніж попередній альбом Кеша.

## Список пісень
| Сторона один | Сторона один                         | Сторона один                             | Сторона один |
| #            | Назва                                | Автор                                    | Тривалість   |
| ------------ | ------------------------------------ | ---------------------------------------- | ------------ |
| 1.           | «He'll Understand and Say Well Done» | Роджер Вілсон                            | 2:27         |
| 2.           | «God Must Have My Fortune Laid Away» | Тед Гарріс                               | 2:49         |
| 3.           | «When I've Learned Enough to Die»    | Рей Бейкер, Бадді Кіллен, Делберт Вілсон | 2:47         |
| 4.           | «I Got Shoes»                        | Аранжування та адаптація Джонні Кеша     | 2:01         |
| 5.           | «Let the Lower Lights Be Burning»    | Філіп Блісс                              | 2:14         |
| 6.           | «If We Never Meet Again»             | Альберт Е. Брумлі                        | 3:02         |

| Сторона два | Сторона два                            | Сторона два                  | Сторона два |
| #           | Назва                                  | Автор                        | Тривалість  |
| ----------- | -------------------------------------- | ---------------------------- | ----------- |
| 7.          | «When I Take My Vacation in Heaven»    | Герберт Буффум, Р.Е. Вінсетт | 2:26        |
| 8.          | «When He Reached Down His Hand for Me» | Д.Е. Райт                    | 2:04        |
| 9.          | «Taller Than Trees»                    | Лі Феребі                    | 1:52        |
| 10.         | «I Won't Have to Cross Jordan Alone»   | Чарльз Дарем, Томас Ремсі    | 3:00        |
| 11.         | «My God Is Real (Yes, God Is Real)»    | Кеннет Морріс                | 2:00        |
| 12.         | «These Hands»                          | Едді Ноак                    | 2:14        |

## Учасники запису
- Джонні Кеш — вокал, акустична гітара, ритм-гітара

The Tennessee Three
- Лютер Перкінс — електрогітара, соло-гітара
- Маршалл Грант — бас-гітара
- W.S. Holland — барабани

Інші музиканти
- Біллі Стрендж — гітара
- Рей Едентон — гітара
- Бадді Кларк — бас
- Ірвінг Клюгер — барабани
- Флойд Крамер — фортепіано
- Білл Перселл — орган
- Біллі Латум — банджо
- Марвін Г'юз, Х'юберт Андерсон — вібрафон
- Еліот Фішер, Ентоні Олсон, Френк Грін, Олкотт Вейл, Джозеф Лівотті, Боббі Брюс — скрипка
- Гарі Вайт, Майрон Сандер — альт
- Вільям Е. Ліберт — лідер